# میلاوانا پاهالگاما
میلاوانا پاهالگاما (به لاتین: Millawana Pahalagama) یک منطقهٔ مسکونی در سری‌لانکا است که در استان مرکزی (سری‌لانکا) واقع شده‌است.